# Best Sellers by Rick Nelson
Best Sellers by Rick Nelson – kompilacyjny album rockandrollowego piosenkarza Ricky’ego Nelsona wydany przez Imperial Records w 1962 roku. Na płycie znalazły się popularne single Nelsona wydane w 1957 roku – Stood Up oraz Waitin' in School.

## Utwory
| A1 | Be-Bop Baby                            | 2:00 |
| A2 | Have I Told You Lately That I Love You | 1:56 |
| A3 | Waitin' In School                      | 2:00 |
| A4 | Stood Up                               | 1:57 |
| A5 | Believe What You Say                   | 2:04 |
| A6 | That’s All                             | 2:01 |
| B1 | Poor Little Fool                       | 2:29 |
| B2 | Lonesome Town                          | 2:17 |
| B3 | I’m In Love Again                      | 2:19 |
| B4 | Teenage Doll                           | 1:38 |
| B5 | Baby I’m Sorry                         | 2:15 |
| B6 | Just A Little Too Much                 | 2:10 |